# Клермон (Уаза)
Клермон (фр. Clermont) — город на севере Франции, регион О-де-Франс, департамент Уаза. Центр одноименного округа и кантона. Расположен в 25 км к востоку от Бове и в 58 км к северу от Парижа, в 22 км от автомагистрали А16 "Европейская" и автомагистрали А1 "Север". Через город протекает река Бреш, приток Уазы. На северо-востоке города находится железнодорожная станция Клермон-де-л’Уаз линии Париж-Лилль.
Население (2018) — 10 183 человека.

## История
Первые свидетельства пребывания человека в районе Клермона относится к периоду палеолита и неолита. До завоевания Галлии римлянами эта территория была занята различными племенами, сильнейшим из которых были белловаки. В 51 г. до н.э. район Клермона был центром ожесточенных сражений армии Юлия Цезаря против белловаков и их союзников.
Первый замок был построен на горе Клермон вероятнее всего в IX веке, в период нашествия норманнов. Первое упоминание о населенном пункте с таким названием относится к 1023 году, когда в одном из документов фигурирует некий Бодуэн из Клермона. Клермон играл важную роль во время Жакерии - крестьянского восстания в 1358 году. На центральной площади Клермона был казнен лидер восстания Гильом Каль. Во время религиозных войн город поддерживал Лигу, в 1589 году был взят Генрихом IV. Позднее герцог Шарль де Майен вернул его Лиге, но 26 сентября 1590 года вновь капитулировал перед войсками Генриха IV, причем текст соглашения о капитуляции сохранился.
Город пострадал во время обеих мировых войн. За героическое сопротивление его жителей он был награждён двумя Военными крестами. В 1918 году в Клермона прошла послевоенная конференция с участием президента Клемансо, главнокомандующего войсками союзников маршала Фоша, генерала Петена и командующего войсками США генерала Першинга.

## Достопримечательности
- Церковь Святого Самсона XIII века - памятник истории
- Здание мэрии XIV века - также памятник истории
- Ворота Нуэнтель - сохранившаяся часть средневековых укреплений Клермона XV века
- Донжон Клермона - сохранившаяся часть замка XI-XII веков, недавно отреставрирован
- Часовня Лардьер XVII века

## Экономика
Структура занятости населения:
- сельское хозяйство — 0,2 %
- промышленность — 10,7 %
- строительство — 1,8 %
- торговля, транспорт и сфера услуг — 24,7 %
- государственные и муниципальные службы — 62,5 %

Уровень безработицы (2013) — 14,4 % (Франция в целом —  13,5 %, департамент Уаза —  13,7 %). 

Среднегодовой доход на 1 человека, евро (2013) — 18 945 (Франция в целом — 20 185, департамент Уаза — 20 633).

## Демография
Динамика численности населения, чел.

## Администрация
Пост мэра Клермона с 2008 года занимает социалист Лионель Оливье (Lionel Ollivier). На муниципальных выборах 2020 года возглавляемый им левый список победил в 1-м туре, получив 57,36 % голосов.
| Период | Период | Фамилия        | Партия                  | Примечания                                                                    |
| ------ | ------ | -------------- | ----------------------- | ----------------------------------------------------------------------------- |
| 1971   | 1983   | Робер Рузье    |                         |                                                                               |
| 1983   | 2001   | Андре Вантом   | Социалистическая партия | земельный инспектор, вице-президент Генерального совета департамента, сенатор |
| 2001   | 2004   | Клод Жеверк    | Социалистическая партия | торговый представитель, президент Регионального совета Пикардии               |
| 2004   |        | Лионель Оливье | Социалистическая партия | директор лицея                                                                |

## Города-побратимы
- Типаса, Алжир
- Садбери, Великобритания
- Фобург-на-Дунае, Германия
- Кьярамонте-Гульфи, Италия
- Э-Мелёль, Марокко

## Знаменитые уроженцы
- Луи Пуансо (1777—1859), математик и механик, академик Парижской Академии наук, пэр Франции и сенатор. Известен своими трудами в области геометрии и механики
- Микель Дюфрен (1910—1995), философ и эстетик, представитель феноменологии

## Галерея

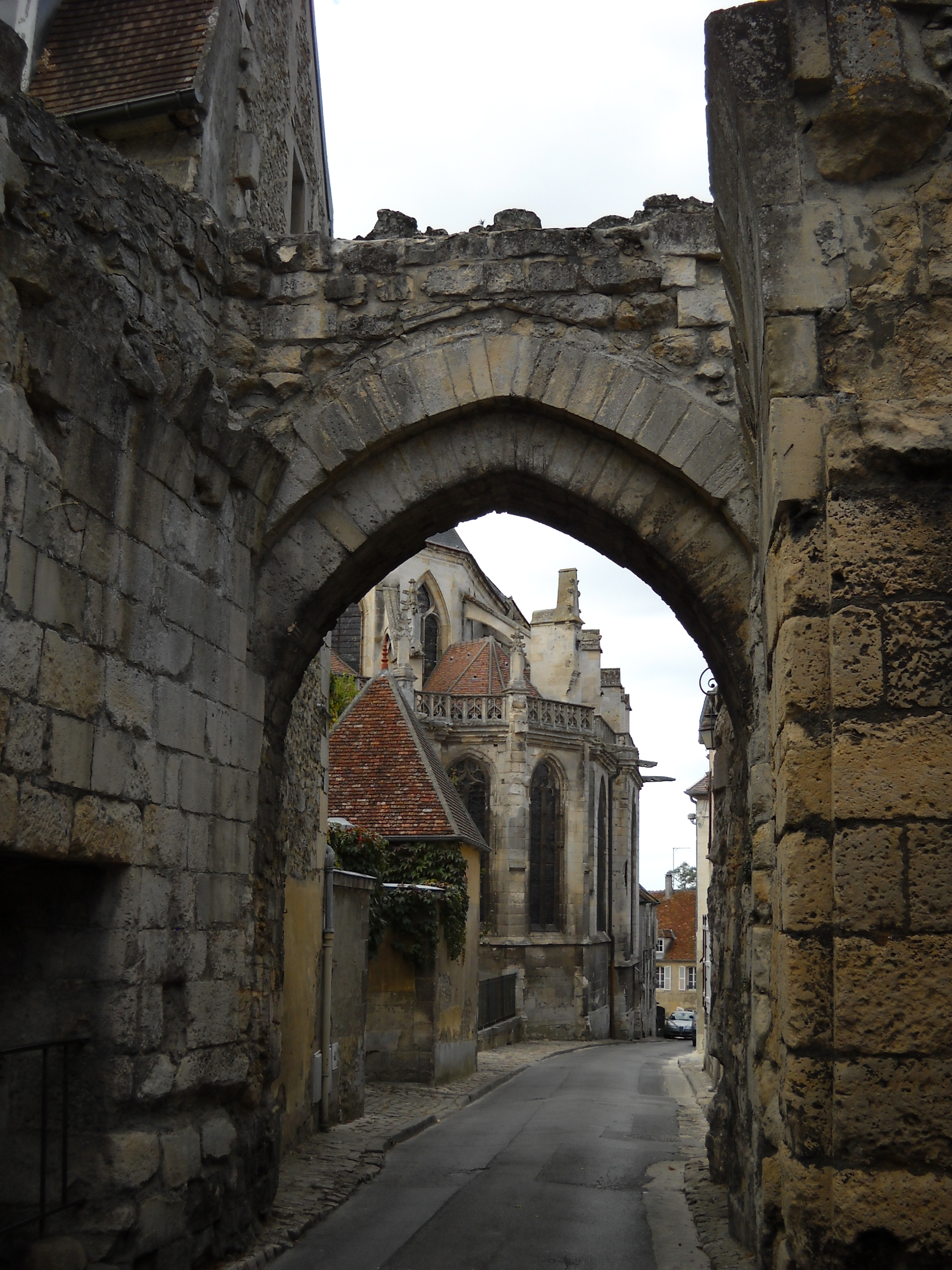
Ворота Нуэнтель
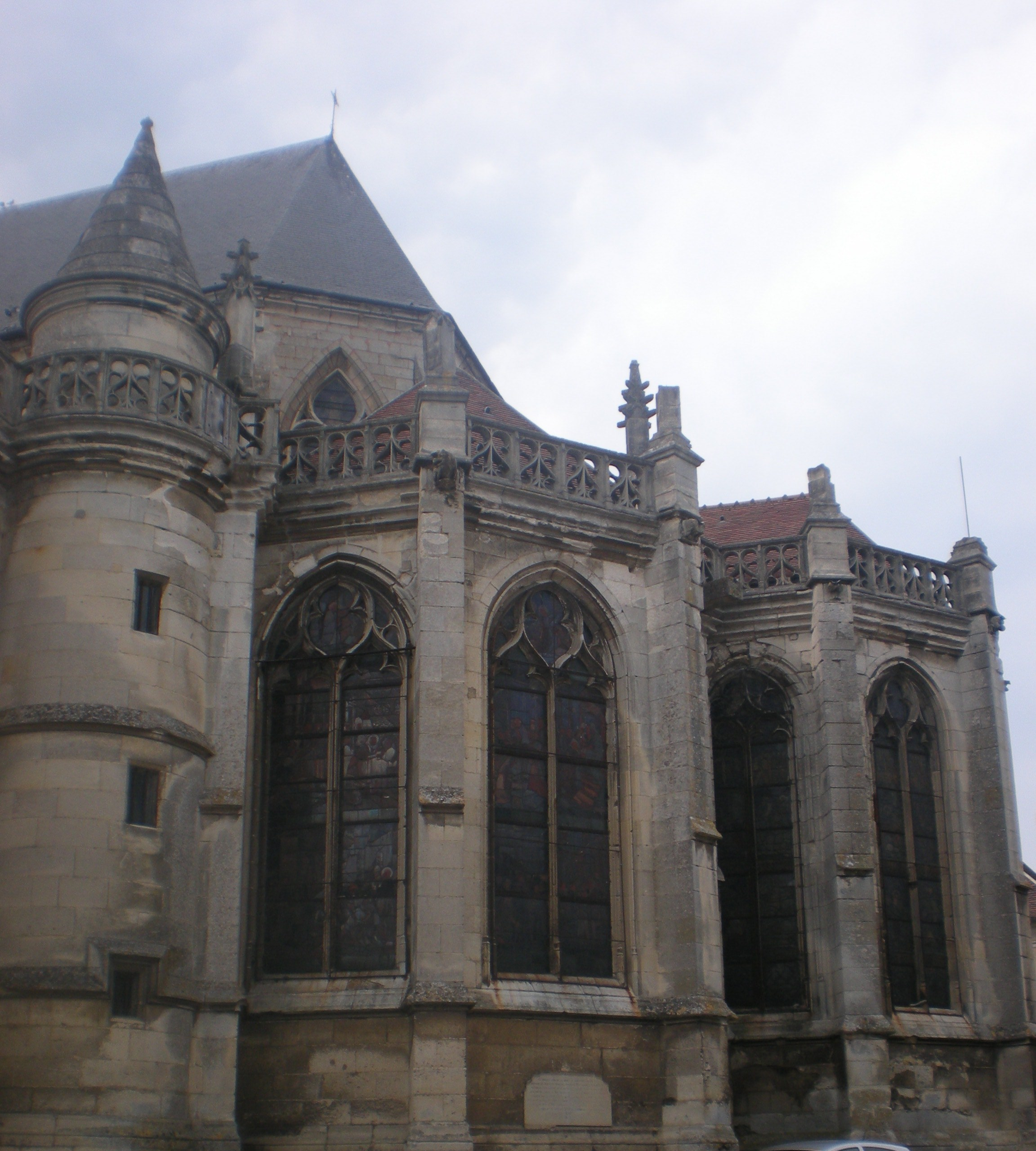
Церковь Святого Самсона
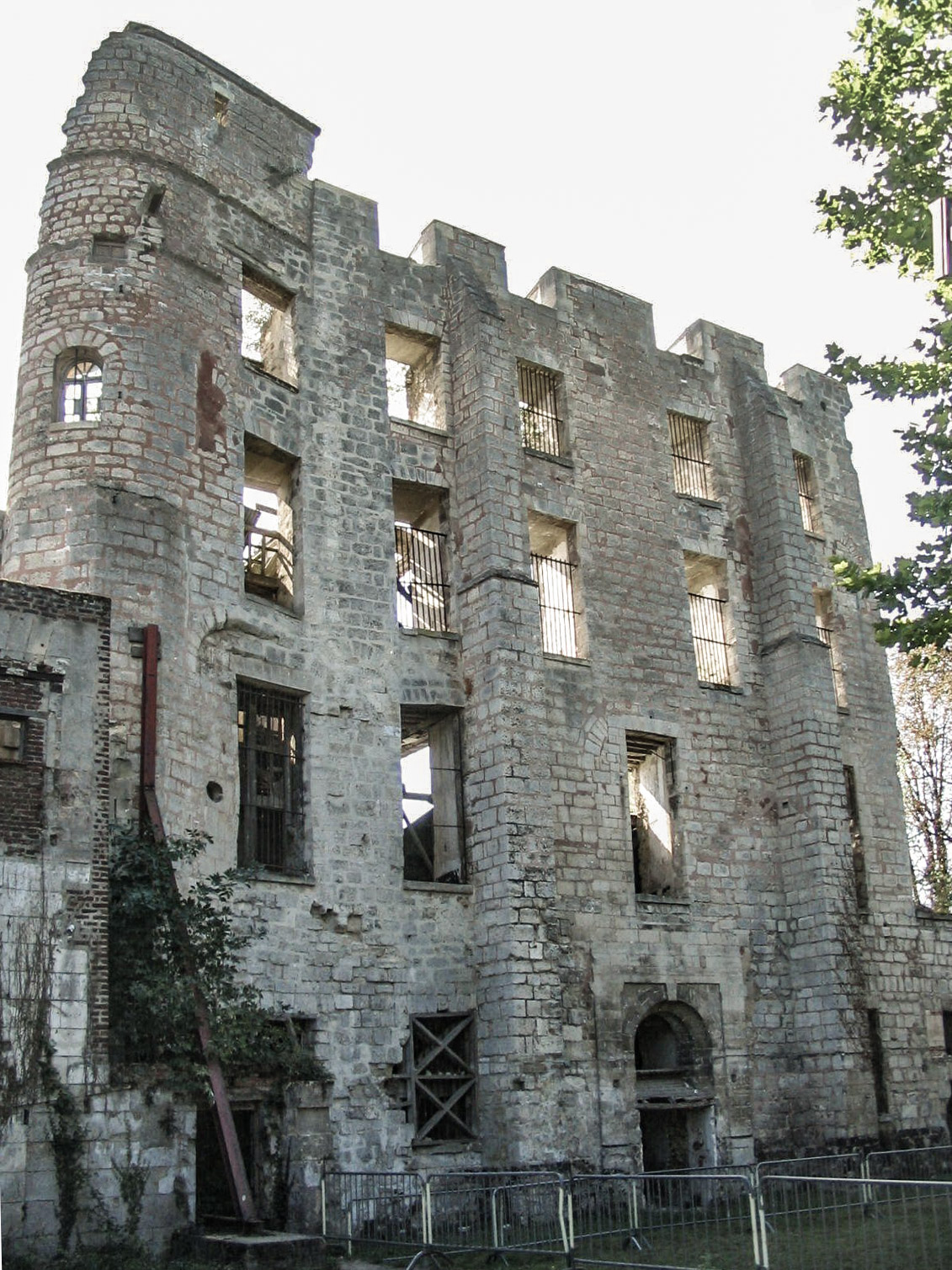
Донжон
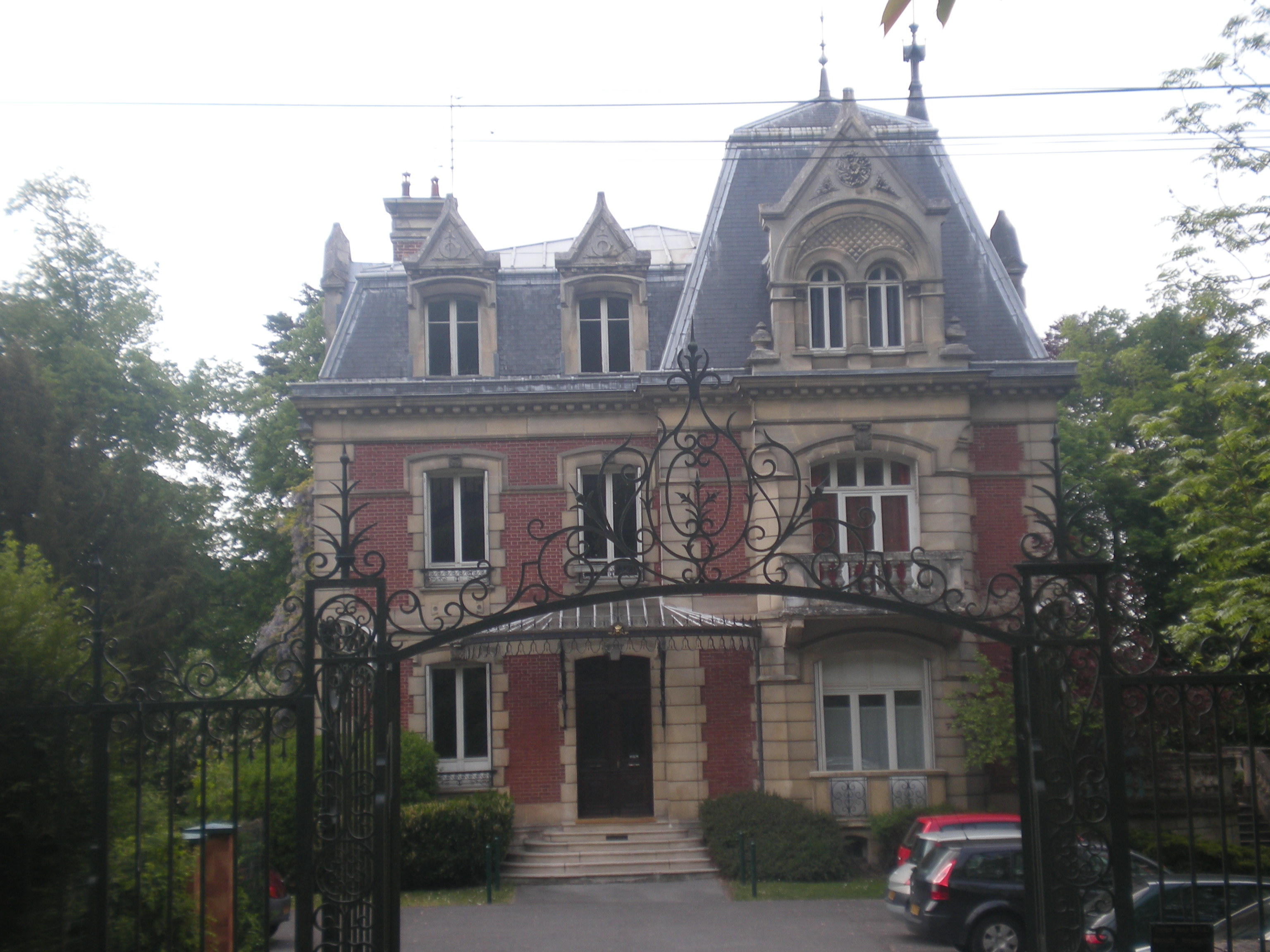
Вилла Будье, место конференции 1918 года
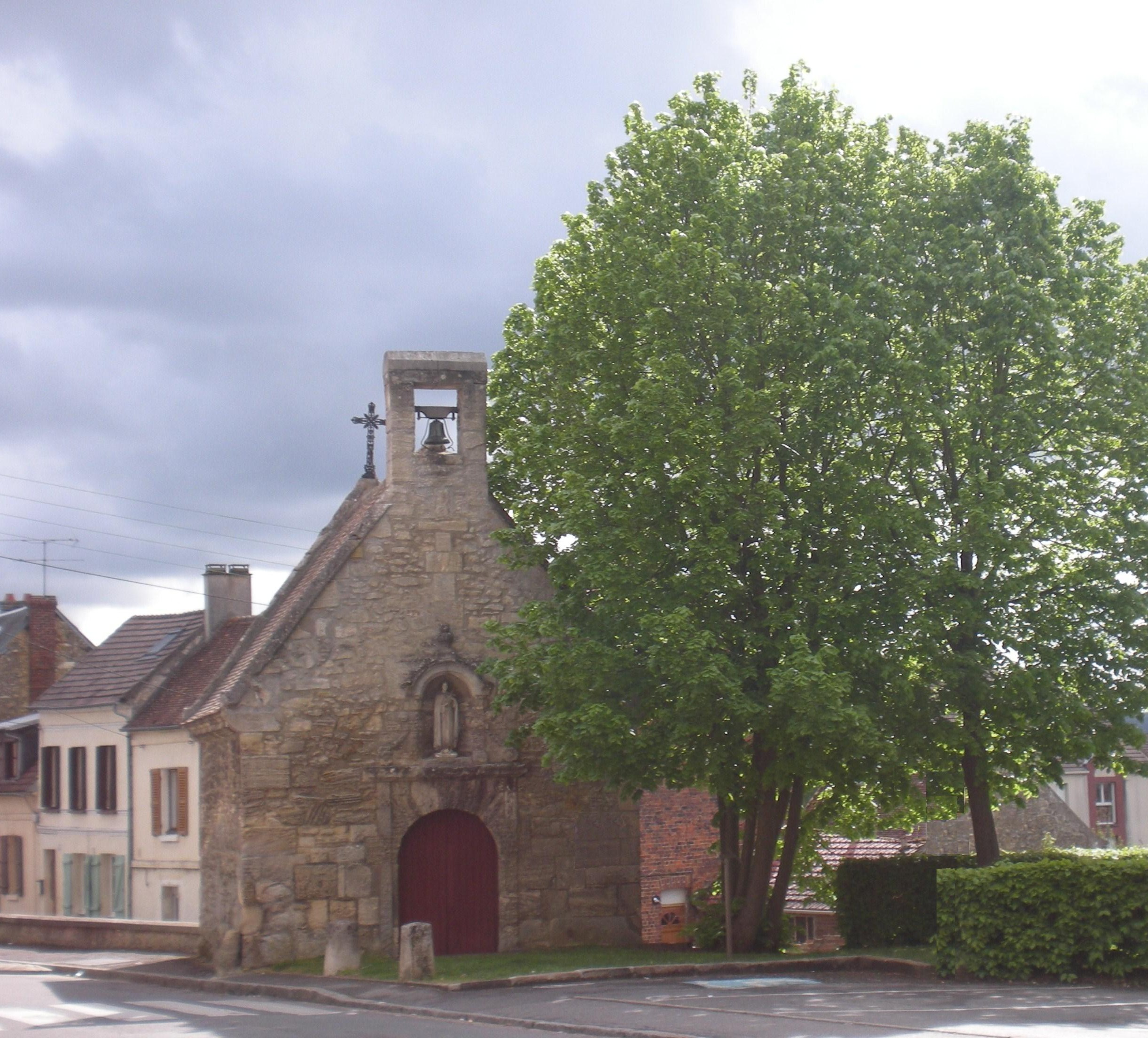
Часовня Лардьер

1. 1 2  база данных о французских коммунах — Национальный географический институт Франции, 2015.
2. ↑  https://data.geopf.fr/telechargement/download/GEOFLA/GEOFLA_2-2_COMMUNE_SHP_LAMB93_FXX_2016-06-28/GEOFLA_2-2_COMMUNE_SHP_LAMB93_FXX_2016-06-28.7z — 2016.